# Чайво (залив)
Чайво — залив Охотского моря у северного берега острова Сахалин. Вытянут с севера на юг. От моря отделён косой. Сообщается с Охотским морем посредством пролива Клейе, рядом с которым расположен населённый пункт Чайво.
В залив впадают реки и ручьи: Эвай, Плесовый, Аскасай, Вал, Киуси, Хандуза, Ботасино, Хоямбусибин, Большой Гаромай, Малый гаромай, Нутово, Грибной, Оссой.
Непосредственно в акватории залива расположены острова: Иркимибу, Аркуту, Сонига, Баута.

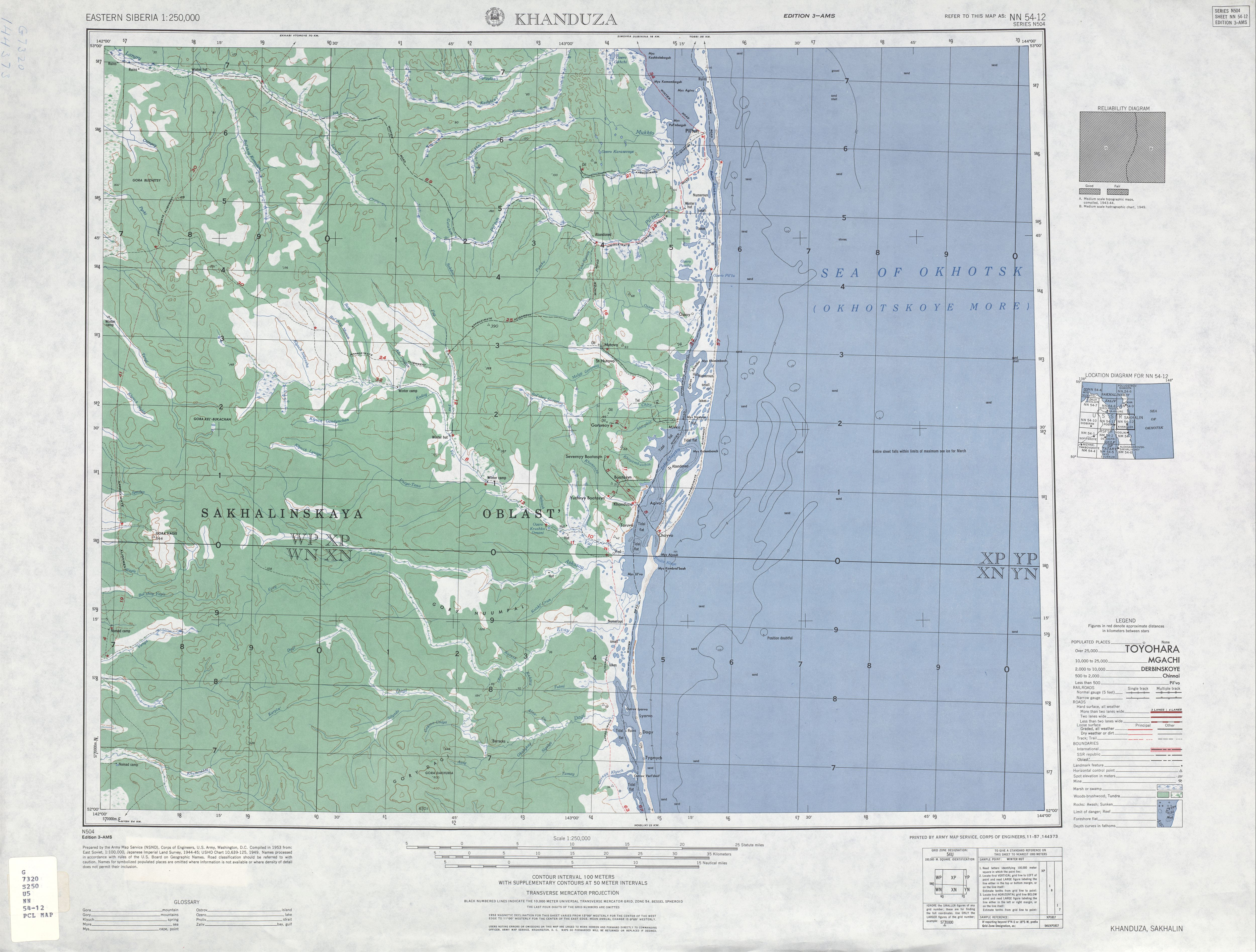
Лист NN 54-12, из набора карт Восточной Сибири Картографической военной службы США Серия N504. 1947. Масштаб 1:250 000